# 山形俊男
山形 俊男（やまがた としお、1948年3月25日 - ）は、日本の理学者。第42代東京大学大学院理学系研究科研究科長・理学部学部長、東京大学名誉教授。専門は気候力学、海洋物理学、地球流体力学。栃木県出身。
海洋の渦や木星の大赤斑等の非線形現象の研究を経て、1980年代初頭にエルニーニョ現象の基本的な発生メカニズムをプリンストン大学のサミュエル・ジョージ・フィランダー教授らと世界に先駆けて提唱した。世界の異常気象に影響を与えるダイポールモード現象や太平洋のエルニーニョもどき現象を発見し命名する等、世界の気候の自然変動（climate variability）研究の指導的立場にある。

## 略歴

### 学歴
- 1971年 東京大学理学部地球物理学科卒業
- 1973年 東京大学大学院理学系研究科地球物理学専攻修士課程修了
- 1975年 東京大学大学院理学系研究科地球物理学専攻博士課程中退
- 1977年 理学博士（東京大学） 論文の題は「Geophysical fluid motions on a beta-plane(ベータ面上の地球流体の運動) 」[1]。

### 職歴
- 1975年 九州大学応用力学研究所 助手
- 1979年 九州大学応用力学研究所 助教授
- 1981年 プリンストン大学地球流体プログラム客員研究員（ - 1984年）
- 1994年 東京大学理学部地球惑星物理学科 教授
- 1997年 海洋科学技術センター（現独立行政法人海洋研究開発機構）、地球フロンティア研究システム気候変動予測プログラム プログラムディレクター（兼務）、国際太平洋研究センター（IPRC）プログラムディレクター（兼務）
- 2009年 東京大学大学院理学系研究科／理学部 研究科長／学部長（ - 2012年）
- 2012年 独立行政法人海洋研究開発機構アプリケーションラボ 所長
- 2012年 海洋政策研究財団特別研究員（ - 2015年）
- 2015年 笹川平和財団海洋政策研究所特別研究員

### 受賞歴
- 1976年 米国ウッズホール海洋研究所 1976年度GFDフェロー
- 1981年 日本海洋学会岡田賞
- 1987年 日本気象学会学会賞
- 1989年 米国ウッズホール海洋研究所／マサチューセッツ工科大学大学院、バー・シュタインバッハ学者
- 1997年 日本海洋学会学会賞
- 2004年 米国気象学会スヴェルドラップ金メダル
- 2004年 米国気象学会フェロー
- 2004年 Thomson Scientific Research Award 2004（最先端研究領域において活躍する日本人研究者16人表彰）
- 2008年 米国地球物理学連合フェロー
- 2008年 テクノオーシャン賞（Techno-Ocean Award）
- 2013年 フランス海洋アカデミー（Académie de Marine）外国人連携会員
- 2015年 IAPSO (国際海洋物理科学協会）Prince Albert I Medal（英語版）
- 2021年 藤原賞

米国気象学会は2004年にスヴェルドラップ金メダルを授与し、一連の海洋物理学、気候力学への功績を称えた。また、国際海洋物理科学協会は、エルニーニョ・南方振動の理解における革新的研究と優れた貢献、およびインド洋ダイポールモードの発見等の功績から、2015年のアルベール1世メダルを授与した。

### 栄典
- 2005年 紫綬褒章[2]
- 2021年 瑞宝中綬章[3][4]

### その他役職
国内
- 日本海洋政策学会 理事（現）
- 日本海洋政策学会学会誌 編集委員長（現）
- 日本海洋学会 評議員（現）
- 海洋理工学会 評議員
- 日本学術会議 連携会員（現）
- 海洋政策研究所Ocean Newsletter 編集委員会編集代表（現）
- 笹川平和財団海洋政策研究所 特別研究員（現）
- 日本ユネスコ国内委員会委員
- 財団法人地球科学技術総合推進機構 理事
- 特定非営利活動法人地球環境・経済研究機構 理事（現）
- 特定非営利活動法人エコロジーカフェ 学術フェロー（現）
- 日本流体力学会 フェロー会員（現）
- 財団法人日本海洋科学振興財団 会長（現）
- 海上保安庁水路部客員教授
- 上智大学非常勤講師

海外
- 米国気象学会 フェロー会員（現）
- 米国海洋学会 永年会員（現）
- 米国地球物理学連合 フェロー会員（現）
- ウダヤナ大学（インドネシア）海洋科学開発センター 客員教授
- APEC気候センター 科学助言委員会委員及び連携科学者（現）
- Geophysical and Astrophysical Fluid Dynamics（Taylor＆Francis） 副編集長
- Dynamics of Atmospheres and Oceans（Elsevier） 編集委員（現）
- World Scientific Series on Meteorology of East asia 編集委員（現）